# کتر
کُتر تیره‌ای از طایفه زیدعلی بیرانوند است.
زادگاه اصلی آن‌ها پشتکوه (منطقه ایلیاتی کبیرکوه) می‌باشد.
طایفه کتر در مناطق گرمسیری و دره شهر و چم مهر با زبان لکی و مناطق هرو و روستای قلعه علی و سیلاخور و به‌طور عمومی سایر مناطق با زبان لکی صحبت می‌کنند و بطورکل شیعه هستند.

## تاریخچه
در اواخر دوران حکومت قاجار فردی بنام امرعلی که از نوادگان زیدعلی بیرانوند بوده به‌دلیل کشتن تعدادی از افراد قشون حکومت تحت تعقیب قرار میگرد و جهت حفظ جان خود از کبیرکوه به موسیان و سپس به عراق می‌گریزد بعد از اینکه وضعیت آرام می‌شود به موسیان برگشته و به‌طور ناشناس در بین مردم به زندگی خود ادامه می‌دهد. او در ساخت ابزارآلات بخصوص کتاره یا کتار که خنجر و شمشیری کوتاه با لبه پهن است مهارت زیادی داشته‌است. با راه‌اندازی کارگاه آهنگری اقدام به ساخت ابزارآلات مورد نیاز مردم می‌کند. وی به‌جهت مهارت خود در ساخت کتار به امرعلی کتار معروف می‌شود. از طایفه دیناروند همسر اختیار کرده و صاحب شش فرزند پسر می‌شود. شش فرزند امرعلی بنامهای مرشد، کرمجان، پنجعلی، علی حیدر، شاه حسین و میرحسین پس از اینکه از هویت پدر آگاه شدند به ایل خود (بیرانوند) پیوسته و عازم هرو و منطقه سیلاخور می‌شوند. پدرشان به‌دلیل کهولت سن به رحمت خدا رفته و در قبرستان (دارسوز) سوکی دفن می‌شود. فرزندان امرعلی از اقوام و ایل خود همسر اختیار کرده و صاحب فرزند می‌شوند. به‌طوری که فرزندان و نوه‌های امرعلی کتار به طایفه بزرگی بنام کتار که به مرور زمان به «کُتر تغییر یافته» تبدیل می‌شود. طایفه کُتر در دروان ظلم و جور رضاخان به‌طور عمده از جنگجویان علی مردان خان بیرانوند بوده‌اند. سردارانی همچون مرشد، کرمجان، محمدعلی، براری، مهرعلی، شاه حسین و میرحسین داشته‌اند. در طول دوران مبارزه ایل بیرانوند با حکومت این افراد به دست دژخیمان پهلوی کشته شده‌اند یا از خانه و کاشانه خود رانده یا تعبید گردیده‌اند. نقل است که بزرگان کتر دوشادوش علیمردان خان (مردو) در جنگ‌های بیرانوند با روس و انگلیس و جنگ‌های بیرانوند با رضاخان شرکت داشته‌اند و به فرمان علیمردان خان به مردمی که بر اثر قحطی رنج می‌بردند کمک زیادی کرده‌اند. با ترور ناجوانمردانه علی مردان خان و شکست عشایر از قشون رضا خان، خانواده‌های کتر یاغی می‌شوند. تعدادی از بزرگان آن‌ها دستگیر و تعدادی متواری و به منطقه گرمسیری کوچ می‌کنند یا به مناطق دیگر کشور ایران تعبید شدند.

## محل سکونت طایفه کُتر
طایفه کتر، به‌طورعمده در منطقه گرمسیری میان دره شهر و پلدختر، اندیمشک هروه زاغه (بین طایفه دالوند و میخک)، خرم‌آباد، بروجرد، آغاجاری، اهواز، پلدختر، تهران، ورامین، نورآباد ممسنی فارس،شیراز، دره شهر، الوار گرمسیری، چم مهر، کمالوند، کرمانشاه، ساوه، گلستان، ماژین و... ساکن هستند.